# Tripsacum cundinamarce
Tripsacum cundinamarce är en gräsart som beskrevs av De Wet och Timothy. Tripsacum cundinamarce ingår i släktet Tripsacum och familjen gräs. Inga underarter finns listade i Catalogue of Life.